# Belgische kampioenschappen veldrijden 2025
De Belgische kampioenschappen veldrijden 2025 werden gehouden in het weekend van 11 en 12 januari 2024 in het Limburgse Heusden-Zolder. Bij de elite waren Sanne Cant en Eli Iserbyt de regerende kampioenen. Het parcours was 3,4 kilometer lang, en lag op en rond het racecircuit van Zolder.
Topfavoriet Wout Van Aert, die zijn wegseizoen aan het voorbereiden was in Spanje stond niet aan de start, waardoor er plots vijf vooruitgeschoven favorieten werden genoemd met titelverdediger Eli Iserbyt, Michael Vanthourenhout, Thibau Nys, Laurens Sweeck en Niels Vandeputte.
Na 15 jaar zou er voor het eerst een nieuwe winnares bij de vrouwen dan Sanne Cant zijn. De 34-jarige Cant stopt op het einde van het seizoen op 23 februari. De voornaamste kanshebbers waren Marthe Truyen, Marion Norbert Riberolle, Alicia Franck, Julie Brouwers, Jinse Peeters en Laura Verdonschot.

## Verloop
Na 15 jaar opeenvolgende keer Sanne Cant heeft Marion Norbert-Riberolle van het team Crelan-Corendon voor de eerste keer in haar carrière zich tot Belgisch kampioene veldrijden gekroond. De topfavoriete die haar start miste, maar niet panikeerde, soleerde overtuigend naar de driekleur in Zolder. Laura Verdonschot won voor het tweede opeenvolgende jaar het zilver. Het brons was voor Julie Brouwers.
Thibau Nys heeft zich tot Belgisch kampioen veldrijden gekroond. De Europese kampioen miste zijn start, maar kwam terug en besliste het BK in de voorlaatste ronde met een verschroeiende demarrage bergop. Laurens Sweeck werd tweede, Toon Aerts derde. Elf jaar na de laatste Belgische titel van vader Sven Nys die negen Belgische titels behaalde, heeft Thibau zijn eerste Belgische titel beet. De uittredende kampioen Eli Iserbyt koerste achter de feiten aan en werd zevende. Aaron Dockx werd Belgisch kampioen bij de elite zonder contract.

## Uitslagen

### Elite
| Mannen (7 ronden) | Mannen (7 ronden)      | Mannen (7 ronden) | Vrouwen (5 ronden) | Vrouwen (5 ronden)       | Vrouwen (5 ronden) |
| Pos.              | Renner                 | Tijd              | Pos.               | Renner                   | Tijd               |
| ----------------- | ---------------------- | ----------------- | ------------------ | ------------------------ | ------------------ |
| Goud              | Thibau Nys             | 1u 03.06"         | Goud               | Marion Norbert-Riberolle | 53.19"             |
| Zilver            | Laurens Sweeck         | + 9"              | Zilver             | Laura Verdonschot        | + 44"              |
| Brons             | Toon Aerts             | + 11"             | Brons              | Julie Brouwers           | + 1.07"            |
| 4                 | Niels Vandeputte       | + 14"             | 4                  | Alicia Franck            | + 1.29"            |
| 5                 | Emiel Verstrynge       | + 40"             | 5                  | Marthe Truyen            | + 1.50"            |
| 6                 | Joran Wyseure          | + 48"             | 6                  | Jinse Peeters            | + 3.06"            |
| 7                 | Eli Iserbyt            | + 1.15"           | 7                  | Sterre Vervloet          | + 3.12"            |
| 8                 | Jens Adams             | + 1.32"           | 8                  | Xaydée Van Sinaey        | + 3.52"            |
| 9                 | Michael Vanthourenhout | + 1.40"           | 9                  | Kiona Crabbé             | + 3.53"            |
| 10                | Daan Soete             | + 1.43"           | 10                 | Nette Coppens            | + 4.30"            |

### Beloften
| Mannen (6 ronden) | Mannen (6 ronden) | Mannen (6 ronden) | Vrouwen (4 ronden) | Vrouwen (4 ronden) | Vrouwen (4 ronden) |
| Pos.              | Renner            | Tijd              | Pos.               | Renner             | Tijd               |
| ----------------- | ----------------- | ----------------- | ------------------ | ------------------ | ------------------ |
| Goud              | Aaron Dockx       | 55.28"            | Goud               | Sterre Vervloet    | 56.31"             |
| Zilver            | Yordi Corsus      | +0"               | Zilver             | Xaydée Van Sinaey  | + 40"              |
| Brons             | Sil De Brauwere   | + 14"             | Brons              | Nette Coppens      | + 1.18"            |

Kampioenschappen:  Wereldkampioenschappen ·
 Europese kampioenschappen ·
 Belgische kampioenschappen ·
 Nederlandse kampioenschappen
Klassementen:  Wereldbeker ·
 Superprestige ·
 X²O Badkamers Trofee ·
 HSF System Cup ·
 Trek USCX Series ·
 Coupe de France ·
 National Trophy Series ·
 Copa de España ·
 Swiss Cyclocross Cup ·
 Hope Supercross Series
Overig:  Exact Cross ·  Losse crossen België
1910 · 
1911 · 
1912 · 
1913 · 
1914 · 
1915-1920 · 
1921 · 
1922 · 
1923 · 
1924 · 
1925 · 
1926 · 
1927 · 
1928 · 
1929 · 
1930 · 
1931 · 
1932 · 
1933 · 
1934 · 
1935 · 
1936 · 
1937 · 
1938 · 
1939 · 
1940 · 
1941 · 
1942 · 
1943 · 
1944 · 
1945 · 
1946 · 
1947 · 
1948 · 
1949 · 
1950 · 
1951 · 
1952 · 
1953 · 
1954 · 
1955 · 
1956 · 
1957 · 
1958 · 
1959 · 
1960 · 
1961 · 
1962 · 
1963 · 
1964 · 
1965 · 
1966 · 
1967 · 
1968 · 
1969 · 
1970 · 
1971 · 
1972 · 
1973 · 
1974 · 
1975 · 
1976 · 
1977 · 
1978 · 
1979 · 
1980 · 
1981 · 
1982 · 
1983 · 
1984 · 
1985 · 
1986 · 
1987 · 
1988 · 
1989 · 
1990 ·
1991 ·
1992 ·
1993 ·
1994 ·
1995 ·
1996 ·
1997 ·
1998 ·
1999 ·
2000 · 
2001 · 
2002 · 
2003 · 
2004 · 
2005 · 
2006 · 
2007 · 
2008 · 
2009 ·
2010 ·
2011 ·
2012 ·
2013 ·
2014 ·
2015 ·
2016 ·
2017 ·
2018 ·
2019 ·
2020 ·
2021 ·
2022 ·
2023 · 2024 · 2025